# Division Pacifique de la LNH
En Amérique du Nord, la division Pacifique de la Ligue nationale de hockey (ou : section Pacifique) a été formée en 1993 comme faisant partie de l'Association de l'Ouest durant le réalignement opéré par la Ligue. Son prédécesseur était la division Smythe. Elle est parfois abrégée PAC.

## Équipes actuelles
- Ducks d'Anaheim
- Flames de Calgary
- Oilers d'Edmonton
- Kings de Los Angeles
- Sharks de San José
- Kraken de Seattle
- Canucks de Vancouver
- Golden Knights de Vegas

## Évolution de la division

### 1993-1995
Lors de la création de la division, les Flames de Calgary, les Oilers d'Edmonton, les Kings de Los Angeles, les Sharks de San José et les Canucks de Vancouver arrivent de la division Smythe. Les Mighty Ducks d'Anaheim nouvelle franchise rejoignent la division.

### 1995-1998
En 1995, les Nordiques de Québec quittent la division Nord-Est et intègrent la division Pacifique sous le nom d'Avalanche du Colorado. Au cours des trois saisons que jouera l'Avalanche dans la division, elle gagnera tous les titres de division.

### 1998-2013
Avec l'ajout dans la LNH d'une nouvelle franchise, les Predators de Nashville, les divisions sont chamboulées et deux nouvelles divisions sont créées. L'Avalanche, les Flames, les Oilers et les Canucks quittent alors la division Pacifique pour créer la division Nord-Ouest. Dans le même temps, les anciens Jets de Winnipeg sont déménagés et deviennent les Coyotes de Phoenix et les Stars de Dallas quittent la division Centrale.

### 2013-2017
Les Stars de Dallas quittent la division pour la division Centrale et les Flames de Calgary, les Oilers d'Edmonton et les Canucks de Vancouver quittent la division Nord-Ouest pour intégrer la division Pacifique.

### 2017-2021
Le commissaire de la LNH, Gary Bettman, ainsi que son comité exécutif annoncent le 22 juin 2016 qu'il y aurait une nouvelle équipe dans la division Pacifique de la LNH dès la saison 2017-2018. Leur choix s’est porté sur la candidature de Las Vegas, dont l’équipe joue dans la T-Mobile Arena, inaugurée en avril 2016. L'équipe de Las Vegas devient la 31e équipe du circuit et la première à apparaître par l'intermédiaire d'une expansion depuis 2000, lorsque les Blue Jackets de Columbus et le Wild du Minnesota ont vu le jour.

### À partir de 2021
L'année 2021 est marquée par l'arrivée du Kraken de Seattle dans la LNH. L'équipe, créée en 2018, intègre la division Pacifique à partir de la saison 2021-2022. Les Coyotes de l'Arizona quittent ainsi la division Pacifique pour intégrer la division Centrale.
Les équipes sont donc les suivantes :
- Ducks d'Anaheim
- Flames de Calgary
- Oilers d'Edmonton
- Kings de Los Angeles
- Sharks de San José
- Kraken de Seattle
- Canucks de Vancouver
- Golden Knights de Vegas

## Champions de division
La liste ci-dessous reprend les équipes championnes de division.
Légende :
- Vainqueur de la Coupe Stanley
- Finaliste de la Coupe Stanley

| Saison  | Franchise                            | Bilan                                | Pts                                  | Résultats en playoffs |
| ------- | ------------------------------------ | ------------------------------------ | ------------------------------------ | --- |
| 1993-94 | Flames de Calgary                    | 42-29-13                             | 97                                   | Défaite - Quarts de finale de conférence Ouest (Canucks) 4-3 |
| 1994-95 | Flames de Calgary                    | 24-17-7                              | 55                                   | Défaite - Quarts de finale de conférence Ouest (Sharks) 4-3 |
| 1995-96 | Avalanche du Colorado                | 47-25-10                             | 104                                  | Victoire - Quarts de finale de conférence Ouest (Canucks) 4-2 Victoire - Demi-finale de conférence Ouest (Blackhawks) 4-2 Victoire - Finale de conférence Ouest (Red Wings) 4-2 Victoire - Coupe Stanley (Panthers) 4-0 |
| 1996-97 | Avalanche du Colorado                | 49-24-9                              | 107                                  | Victoire - Quarts de finale de conférence Ouest (Blackhawks) 4-2 Victoire - Demi-finale de conférence Ouest (Oilers) 4-1 Défaite - Finale de conférence Ouest (Red Wings) 4-2                                           |
| 1997-98 | Avalanche du Colorado                | 36-26-17                             | 95                                   | Défaite - Quarts de finale de conférence Ouest (Oilers) 4-3 |
| 1998-99 | Stars de Dallas                      | 51-19-12                             | 114                                  | Victoire - Quarts de finale de conférence Ouest (Oilers) 4-0 Victoire - Demi-finale de conférence Ouest (Blues) 4-2 Victoire - Finale de conférence Ouest (Avalanche) 4-2 Victoire - Coupe Stanley (Sabres) 4-2         |
| 1999-00 | Stars de Dallas                      | 43-23-10-6                           | 102                                  | Victoire - Quarts de finale de conférence Ouest (Oilers) 4-1 Victoire - Demi-finale de conférence Ouest (Sharks) 4-1 Victoire - Finale de conférence Ouest (Avalanche) 4-3 Défaite - Coupe Stanley (Devils) 4-2         |
| 2000-01 | Stars de Dallas                      | 48-24-8-2                            | 106                                  | Victoire - Quarts de finale de conférence Ouest (Oilers) 4-2 Défaite - Demi-finale de conférence Ouest (Blues) 4-0 |
| 2001-02 | Sharks de San José                   | 44-27-8-3                            | 99                                   | Victoire - Quarts de finale de conférence Ouest (Coyotes) 4-1 Défaite - Demi-finale de conférence Ouest (Avalanche) 4-3                                                                                                 |
| 2002-03 | Stars de Dallas                      | 46-17-15-4                           | 111                                  | Victoire - Quarts de finale de conférence Ouest (Oilers) 4-2 Défaite - Demi-finale de conférence Ouest (Mighty Ducks) 4-2                                                                                               |
| 2003-04 | Sharks de San José                   | 43-21-12-6                           | 104                                  | Victoire - Quarts de finale de conférence Ouest (Blues) 4-1 Victoire - Demi-finale de conférence Ouest (Avalanche) 4-2 Défaite - Finale de conférence Ouest (Flames) 4-2                                                |
| 2004-05 | Saison annulée en raison du lock-out | Saison annulée en raison du lock-out | Saison annulée en raison du lock-out | Saison annulée en raison du lock-out |
| 2005-06 | Stars de Dallas                      | 53-23-6                              | 112                                  | Défaite - Quarts de finale de conférence Ouest (Avalanche) 4-1 |
| 2006-07 | Ducks d'Anaheim                      | 48-20-14                             | 110                                  | Victoire - Quarts de finale de conférence Ouest (Wild) 4-1 Victoire - Demi-finale de conférence Ouest (Canucks) 4-1 Victoire - Finale de conférence Ouest (Red Wings) 4-2 Victoire - Coupe Stanley (Sénateurs) 4-1      |
| 2007-08 | Sharks de San José                   | 49-23-10                             | 108                                  | Victoire - Quarts de finale de conférence Ouest (Flames) 4-3 Défaite - Demi-finale de conférence Ouest (Stars) 4-2 |
| 2008-09 | Sharks de San José                   | 53-18-11                             | 117                                  | Défaite - Quarts de finale de conférence Ouest (Ducks) 4-2 |
| 2009-10 | Sharks de San José                   | 51-20-11                             | 113                                  | Victoire - Quarts de finale de conférence Ouest (Avalanche) 4-2 Victoire - Demi-finale de conférence Ouest (Red Wings) 4-1 Défaite - Finale de conférence Ouest (Blackhawks) 4-0                                        |
| 2010-11 | Sharks de San José                   | 48-25-9                              | 105                                  | Victoire - Quarts de finale de conférence Ouest (Kings) 4-2 Victoire - Demi-finale de conférence Ouest (Red Wings) 4-3 Défaite - Finale de conférence Ouest (Canucks) 4-1                                               |
| 2011-12 | Coyotes de Phoenix                   | 42-27-13                             | 97                                   | Victoire - Quarts de finale de conférence Ouest (Blackhawks) 4-2 Victoire - Demi-finale de conférence Ouest (Predators) 4-1 Défaite - Finale de conférence Ouest (Kings) 4-1                                            |
| 2012-13 | Ducks d'Anaheim                      | 30-12-6                              | 66                                   | Défaite - Quarts de finale de conférence Ouest (Red Wings) 4-3 |
| 2013-14 | Ducks d'Anaheim                      | 54-20-8                              | 116                                  | Victoire - Quarts de finale de conférence Ouest (Stars) 4-2 Défaite - Demi-finale de conférence Ouest (Kings) 4-3 |
| 2014-15 | Ducks d'Anaheim                      | 51-24-7                              | 109                                  | Victoire - Quarts de finale de conférence Ouest (Jets) 4-0 Victoire - Demi-finale de conférence Ouest (Flames) 4-1 Défaite - Finale de conférence Ouest (Blackhawks) 4-3                                                |
| 2015-16 | Ducks d'Anaheim                      | 46-25-11                             | 103                                  | Défaite - Quarts de finale de conférence Ouest (Predators) 4-3 |
| 2016-17 | Ducks d'Anaheim                      | 46-23-13                             | 105                                  | Victoire - Quarts de finale de conférence Ouest (Flames) 4-0 Victoire - Demi-finale de conférence Ouest (Oilers) 4-3 Défaite - Finale de conférence Ouest (Predators) 4-2                                               |
| 2017-18 | Golden Knights de Vegas              | 51-24-7                              | 109                                  | Victoire - Quarts de finale de conférence Ouest (Kings) 4-0 Victoire - Demi-finale de conférence Ouest (Sharks) 4-2 Victoire - Finale de conférence Ouest (Jets) 4-1 Défaite - Coupe Stanley (Capitals) 4-1             |
| 2018-19 | Flames de Calgary                    | 50-25-7                              | 107                                  | Défaite - Quarts de finale de conférence Ouest (Avalanche) 4-1 |
| 2019-20 | Golden Knights de Vegas              | 39-24-8                              | 86                                   | Victoire - Quarts de finale de conférence Ouest (Blackhawks) 4-1 Victoire - Demi-finale de conférence Ouest (Canucks) 4-3 Défaite - Finale de conférence Ouest (Stars) 4-1                                              |
| 2020-21 | Division suspendue                   | Division suspendue                   | Division suspendue                   | Division suspendue |
| 2021-22 | Flames de Calgary                    | 50-21-11                             | 111                                  | Victoire - Quarts de finale de conférence Ouest (Stars) 4-2 Défaite - Demi-finale de conférence Ouest (Oilers) 4-1 |
| 2022-23 | Golden Knights de Vegas              | 51-22-9                              | 111                                  | Victoire - Quarts de finale de conférence Ouest (Jets) 4-1 Victoire - Demi-finale de conférence Ouest (Oilers) 4-2 Victoire - Finale de conférence Ouest (Stars) 4-2 Victoire - Coupe Stanley (Panthers) 4-1            |

## Résultats saison par saison
- Vainqueur de la Coupe Stanley
- Finaliste de la Coupe Stanley
- Qualifié pour les séries éliminatoires
- (x) : Classement (seed) dans la conférence en fin de saison
- P : Vainqueur de la Coupe du Président

| 1er     | 2e                                                      | 3e                                                      | 4e                                                      | 5e                                                      | 6e                                                      | 7e                                                      | 8e                                                      |                                                         |
| 1993-94 | (2) Calgary (97)                                        | (7) Vancouver (85)                                      | (8) San José (82)                                       | Anaheim (71)                                            | Los Angeles (66)                                        | Edmonton (64)                                           |                                                         |                                                         |
| 1994-95 | (2) Calgary (55)                                        | (6) Vancouver (48)                                      | (7) San José (42)                                       | Los Angeles (41)                                        | Edmonton (38)                                           | Anaheim (37)                                            |                                                         |                                                         |
| 1995-96 | (2) Colorado (104)                                      | (6) Calgary (79)                                        | (7) Vancouver (79)                                      | Anaheim (78)                                            | Edmonton (68)                                           | Los Angeles (66)                                        | San José (47)                                           |                                                         |
| 1996-97 | (1) Colorado P (107)                                    | (4) Anaheim (85)                                        | (7) Edmonton (81)                                       | Vancouver (77)                                          | Calgary (73)                                            | Los Angeles (67)                                        | San José (62)                                           |                                                         |
| 1997-98 | (2) Colorado (95)                                       | (5) Los Angeles (87)                                    | (7) Edmonton (80)                                       | (8) San José (78)                                       | Calgary (67)                                            | Anaheim (65)                                            | Vancouver (64)                                          |                                                         |
| 1998-99 | (1) Dallas P (114)                                      | (4) Phoenix (90)                                        | (6) Anaheim (83)                                        | (7) San José (80)                                       | Los Angeles (69)                                        |                                                         |                                                         |                                                         |
| 1999-00 | (2) Dallas (102)                                        | (5) Los Angeles (94)                                    | (6) Phoenix (90)                                        | (8) San José (87)                                       | Anaheim (83)                                            |                                                         |                                                         |                                                         |
| 2000-01 | (3) Dallas (106)                                        | (5) San José (95)                                       | (7) Los Angeles (92)                                    | Phoenix (90)                                            | Anaheim (66)                                            |                                                         |                                                         |                                                         |
| 2001-02 | (3) San José (99)                                       | (6) Phoenix (95)                                        | (7) Los Angeles (95)                                    | Dallas (90)                                             | Anaheim (69)                                            |                                                         |                                                         |                                                         |
| 2002-03 | (1) Dallas (111)                                        | (7) Anaheim (95)                                        | Los Angeles (78)                                        | Phoenix (78)                                            | San José (73)                                           |                                                         |                                                         |                                                         |
| 2003-04 | (2) San José (104)                                      | (5) Dallas (97)                                         | Los Angeles (81)                                        | Anaheim (76)                                            | Phoenix (68)                                            |                                                         |                                                         |                                                         |
| 2004-05 | Saison annulée en raison du lock-out                    | Saison annulée en raison du lock-out                    | Saison annulée en raison du lock-out                    | Saison annulée en raison du lock-out                    | Saison annulée en raison du lock-out                    | Saison annulée en raison du lock-out                    | Saison annulée en raison du lock-out                    | Saison annulée en raison du lock-out                    |
| 2005-06 | (2) Dallas (112)                                        | (5) San José (99)                                       | (6) Anaheim (98)                                        | Los Angeles (89)                                        | Phoenix (81)                                            |                                                         |                                                         |                                                         |
| 2006-07 | (2) Anaheim (110)                                       | (5) San José (107)                                      | (6) Dallas (107)                                        | Los Angeles (68)                                        | Phoenix (67)                                            |                                                         |                                                         |                                                         |
| 2007-08 | (2) San José (108)                                      | (4) Anaheim (102)                                       | (5) Dallas (97)                                         | Phoenix (83)                                            | Los Angeles (67)                                        |                                                         |                                                         |                                                         |
| 2008-09 | (1) San José P (117)                                    | (8) Anaheim (91)                                        | Dallas (83)                                             | Phoenix (79)                                            | Los Angeles (79)                                        |                                                         |                                                         |                                                         |
| 2009-10 | (1) San José (113)                                      | (4) Phoenix (107)                                       | (6) Los Angeles (101)                                   | Anaheim (89)                                            | Dallas (88)                                             |                                                         |                                                         |                                                         |
| 2010-11 | (2) San José (105)                                      | (4) Anaheim (99)                                        | (6) Phoenix (99)                                        | (7) Los Angeles (98)                                    | Dallas (95)                                             |                                                         |                                                         |                                                         |
| 2011-12 | (3) Phoenix (97)                                        | (7) San José (96)                                       | (8) Los Angeles (95)                                    | Dallas (89)                                             | Anaheim (80)                                            |                                                         |                                                         |                                                         |
| 2012-13 | (2) Anaheim (66)                                        | (5) Los Angeles (59)                                    | (6) San José (57)                                       | Phoenix (51)                                            | Dallas (48)                                             |                                                         |                                                         |                                                         |
| 2013-14 | (1) Anaheim (116)                                       | (2) San José (111)                                      | (3) Los Angeles (100)                                   | Phoenix (89)                                            | Vancouver (83)                                          | Calgary (77)                                            | Edmonton (67)                                           |                                                         |
| 2014-15 | (1) Anaheim (109)                                       | (2) Vancouver (101)                                     | (3) Calgary (97)                                        | Los Angeles (95)                                        | San José (89)                                           | Edmonton (62)                                           | Arizona (56)                                            |                                                         |
| 2015-16 | (1) Anaheim (103)                                       | (2) Los Angeles (102)                                   | (3) San José (98)                                       | Arizona (78)                                            | Calgary (77)                                            | Vancouver (75)                                          | Edmonton (70)                                           |                                                         |
| 2016-17 | (1) Anaheim (105)                                       | (2) Edmonton (103)                                      | (3) San José (99)                                       | (WC1) Calgary (94)                                      | Los Angeles (86)                                        | Arizona (70)                                            | Vancouver (69)                                          |                                                         |
| 2017-18 | (1) Vegas (109)                                         | (2) Anaheim (101)                                       | (3) San José (100)                                      | (WC1) Los Angeles (98)                                  | Calgary (84)                                            | Edmonton (78)                                           | Vancouver (73)                                          | Arizona (70)                                            |
| 2018-19 | (1) Calgary (107)                                       | (2) San José (101)                                      | (3) Vegas (93)                                          | Arizona (86)                                            | Vancouver (81)                                          | Anaheim (80)                                            | Edmonton (79)                                           | Los Angeles (71)                                        |
| 2019-20 | (3) Vegas (71 pj; 86 pts; .606 pct)                     | (5) Edmonton (71 pj; 83 pts; .585 pct)                  | (7) Vancouver (69 pj; 78 pts; .565 pct)                 | (8) Calgary (70 pj; 79 pts; .564 pct)                   | (11) Arizona (70 pj; 74 pts; .529 pct)                  | Anaheim (71 pj; 67 pts; .472 pct)                       | Los Angeles (70 pj; 64 pts; .457 pct)                   | San José (70 pj; 63 pts; .450 pct)                      |
| 2020-21 | Division suspendue; réalignement de la ligue provisoire | Division suspendue; réalignement de la ligue provisoire | Division suspendue; réalignement de la ligue provisoire | Division suspendue; réalignement de la ligue provisoire | Division suspendue; réalignement de la ligue provisoire | Division suspendue; réalignement de la ligue provisoire | Division suspendue; réalignement de la ligue provisoire | Division suspendue; réalignement de la ligue provisoire |
| 2021-22 | (1) Calgary (111)                                       | (2) Edmonton (104)                                      | (3) Los Angeles (99)                                    | Vegas (94)                                              | Vancouver (92)                                          | San José (77)                                           | Anaheim (76)                                            | Seattle (60)                                            |
| 2022-23 | (1) Vegas (111)                                         | (2) Edmonton (109)                                      | (3) Los Angeles (104)                                   | (WC1) Seattle (104)                                     | Calgary (93)                                            | Vancouver (83)                                          | San José (60)                                           | Anaheim (58)                                            |

## Vainqueurs de la Coupe Stanley
- 1996 - Avalanche du Colorado
- 1999 - Stars de Dallas
- 2007 - Ducks d'Anaheim
- 2012 - Kings de Los Angeles
- 2014 - Kings de Los Angeles

## Vainqueurs de la Coupe du Président
- 1997 - Avalanche du Colorado
- 1999 - Stars de Dallas
- 2009 - Sharks de San José

## Liste des équipes vainqueur de la Division Pacifique
| Franchise               | Titres | Dernier titre | Années                             |
| ----------------------- | ------ | ------------- | ---------------------------------- |
| Ducks d'Anaheim         | 6      | 2017          | 2007, 2013, 2014, 2015, 2016, 2017 |
| Sharks de San José      | 6      | 2011          | 2002, 2004, 2008, 2009, 2010, 2011 |
| Stars de Dallas         | 5      | 2006          | 1999, 2000, 2003, 2006             |
| Flames de Calgary       | 4      | 2022          | 1994, 1995, 2019, 2022             |
| Avalanche du Colorado   | 3      | 1998          | 1996, 1997, 1998                   |
| Golden Knights de Vegas | 3      | 2023          | 2018, 2020, 223                    |
| Coyotes de l'Arizona    | 1      | 2012          | 2012                               |

- en italique : Anciens membres de la division